# Chizuella
Chizuella is een geslacht van rechtvleugeligen uit de familie sabelsprinkhanen (Tettigoniidae). De wetenschappelijke naam van dit geslacht is voor het eerst geldig gepubliceerd in 1950 door Furukawa.

## Soorten
Het geslacht Chizuella  is monotypisch en omvat slechts de volgende soort:
- Chizuella bonneti (Bolívar, 1890)